# كيث براون (سياسي)
كيث براون (بالإنجليزية: Keith Brown)‏ هو مصرفي والقافز بالزانة وسياسي أمريكي، ولد في 15 يونيو 1913، وتوفي في 15 يوليو 1991 في كاليفورنيا في الولايات المتحدة. حزبياً، نشط في الحزب الجمهوري. وقد انتخب عضو مجلس نواب أريزونا.